# Dubbele Wiericke
De Dubbele Wiericke (ook wel Grote Wiericke) is een kanaal gegraven vóór 1367 om het overtollig water van de Oude Rijn te kunnen lozen op de Hollandse IJssel. Het Groot-Waterschap van Woerden wilde het water van de Oude Rijn niet meer via Katwijk lozen, maar via de Hollandse IJssel, en om die reden werden de Enkele- en Dubbele Wiericke en de Jaap Bijzerwetering gegraven.
De Dubbele Wiericke wordt als vaarverbinding tussen de Oude Rijn en de Hollandse IJssel gebruikt en maakt deel uit van de oude Hollandsche Waterlinie. De Dubbele Wiericke is gegraven van Nieuwerbrug via Driebruggen naar Hekendorp.

Parallel aan de Dubbele Wiericke loopt de Enkele Wiericke. Beide kanalen begrenzen de polder Lange Weide.
Over de oostkade van de Dubbele Wiericke loopt een wandelpad dat onderdeel is van de Wierickeroute. De snelweg A12 gaat met een brug over de Dubbele Wiericke heen. Voor wandelaars is het mogelijk ook daar de A12 te passeren.
Het laatste stuk van Hogebrug tot aan de Hollandsche IJssel heet Langeweidsche boezem, en is vernoemd naar de polder Langeweide. 

Fort aan de Nieuwerbrug met "De Dubbele Wiricke", 1675, linksonder